# Margamulya (Kawali)
Margamulya is een bestuurslaag in het regentschap Ciamis van de provincie West-Java, Indonesië. Margamulya telt 2502 inwoners (volkstelling 2010).